# Rhinanthus pampaninii
Rhinanthus pampaninii är en snyltrotsväxtart som beskrevs av Chab.. Rhinanthus pampaninii ingår i släktet skallror, och familjen snyltrotsväxter. Inga underarter finns listade i Catalogue of Life.